# Irreligiosità in Marocco
In Marocco risulta esser illegale l'apostasia (ridda in linguaggio religioso).
In Marocco, atei e non credenti in generale devono affrontare persecuzioni da parte della polizia o vengono limitati nella loro libertà di pensiero. Il caso di Kacem El Ghazzali è un attivista marocchino che ha annunciato di essere un ateo.